# Konstantin Diogenes
Konstantin Diogenes oder Konstantinos Diogenes, auf (Griechisch: Κωνσταντῖνος Διογένης) († 1032/34) war ein byzantinischer Heerführer, trug wesentlich dazu bei, das Erste Bulgarische Reich unter byzantinische Kontrolle zu bringen, war Gouverneur von Sirmium, Dux und oberster Militärkommandant der Regionen Thessaloniki, Bulgarien und Serbien. Er war der Vater von Romanos IV., Kaiser des Byzantinischen Reiches (1068–1072).

## Herkunft
Konstantinos stammte aus einer alten und angesehenen byzantinischen Adelsfamilie Diogenes, die in Kappadokien in Zentralanatolien in der heutigen Türkei begütert war und schon 788 urkundlich auftritt. Konstantin war ein Sohn des Strategos (Militärgouverneurs) von Morava, Adralestos Diogenes (* c. 960; † c. 1015) und der Ne Philomatia. Sein Großvater, Diogenes Adralestos († n. 970), war ein Neffe von Nikephoros II., Kaiser des Byzantinischen Reiches (963–969).

## Leben

### Aufstieg und Erfolg
Konstantinos folgte der Familientradition und trat in den Militärdienst des Byzantinischen Reiches ein und setzte den Aufstieg seiner Familie in die erste Reihe der Aristokratie fort. Er begann seine Karriere während der Herrschaft von Basileios II., genannt „Bulgaroktonos“ (der Bulgarentöter), Kaiser des Byzantinischen Reiches (976–1025) aus der Makedonischen Dynastie, als Kommandant eines westlichen Militärbezirks, diente diesem in den Feldzügen gegen das Bulgarische Reich und trug dazu bei, dass bis 1005 die Provinzen Thessalien, Makedonien und Zentralgriechenland von den Bulgaren zurückerobert werden konnten.
Im Jahr 1014 nahm er als einer der führenden byzantinischen Generäle neben Nikephoros Xiphias und Theophylaktos Botaniates am 29. Juli an der entscheidenden Schlacht von Kleidion im Tal des Strymon (nahe der heutigen Stadt Petritsch) teil, in der das Heer von Samuil, dem Zaren der Bulgaren (997–1014), vernichtend geschlagen wurde. Zur Abschreckung befahl Kaiser Basileios II. die rund 14.000 bulgarischen Kriegsgefangenen zu blenden und zu Samuils Residenz bei Prespa marschieren zu lassen. Dabei musste jeweils ein Einäugiger 100 blinde Kameraden führen. Zar Samuil konnte sich zwar vom Schlachtfeld auf dem Pferd seines Sohnes retten und nach Prespa entkommen, starb jedoch, kurz nachdem er das Elend seiner 15.000 geblendeten Krieger gesehen und dabei den Verstand verloren hatte.
Unter der tatkräftigen Mitwirkung von Diogenes setzte Basileios II. den Krieg gegen die Nachfolger Samuils, die bulgarischen Zaren Gawril Radomir (1014–1015), Iwan Wladislaw (1015–1018) und Presian II. (1018), fort. In Anerkennung seiner Verdienste wurde Diogenes vom Kaiser zum Patrikios erhoben und zum Strategos (Militärgouverneur) des Themas Thessaloniki und damit – nach David Arianites – zum zweithöchsten Offizier der byzantinischen Streitkräfte ernannt.
Der Geschichtsschreiber Georgios Kedrenos berichtet, dass Konstantin Diogenes als Nachfolger des Theophylaktos Botaneiates, der nach einem Streifzug in einen Hinterhalt der Bulgaren geraten und getötet worden war, zum Gouverneur der Provinz Thessaloniki ernannt und in die Region Moglena entsandt wurde, um den Zaren Gawril Radomir zu besiegen.
Im Jahre 1017 unternahm Kaiser Basileios eine groß angelegte Invasion Bulgariens mit dem Ziel, die Stadt Kastoria (in Westmakedonien, Griechenland) zu erobern, die die Straße zwischen Thessalien und der Küste des heutigen Albanien kontrollierte. Teile seiner Armee sandte er dabei unter den Generälen Diogenes und David Arianites aus, um die Region Pelagonien (heute im Süden Nordmazedoniens) zu plündern, während er selbst – vergeblich – Kastoria belagerte. Diogenes geriet dabei nach dem Bericht des Geschichtsschreibers Johannes Skylitzes mit seinen Truppen in einen bulgarischen Hinterhalt und wäre verloren gewesen, hätte ihn nicht Kaiser Basileios gerettet, indem er persönlich an der Spitze seiner Truppen die Bulgaren angriff, worauf diese sie sich in Panik zurückzogen.
Den größten militärischen Erfolg konnte Diogenes 1018 erzielen, indem er die Truppen des Zaren Iwan Wladislaw, der Dyrrhachium belagerte, in offener Feldschlacht besiegte, wodurch ihm die Hauptstadt Ohrid und auch Marija, die Witwe des Zaren Iwan Wladislaw und deren Kinder in die Hände fielen. Georgios Kedrenos berichtet dazu, dass Konstantin Diogenes, Herzog von Thessaloniki, den Zaren Iwan Wladislaw am 9. Januar besiegte. Der kurz darauf folgende Tod des Zaren besiegelte praktisch das Ende des Ersten Bulgarischen Reiches, da dessen Söhne minderjährig waren und sich viele bulgarische Große dem Kaiser unterwarfen. Zugleich bedeutete dies das Ende der territorialen Einheit des ehemaligen bulgarischen Reiches, da dieses in mehrere Provinzen (Themata) zerschlagen und wieder in das Byzantinische Reich eingegliedert wurde.
Wenig später war Diogenes byzantinischer Statthalter in Belgrad und wurde von Kaiser Basileios beauftragt, Seremon (Sermon), den Woiwoden (Herzog) der Provinz Syrmien zu unterwerfen, um die byzantinische Kontrolle über den nördlichen Balkan zu sichern. Seremon war der letzte Vasall des bulgarischen Zaren, der sich weigerte, die byzantinische Oberherrschaft anzuerkennen und sogar im eigenen Namen Goldmünzen prägen ließ. Diogenes lud darauf Seremon zu Verhandlungen ein, die am Zusammenfluss von Donau und Save stattfinden sollten. Dies war jedoch eine Falle: Seremon wurde von den Soldaten des Diogenes beim Verlassen seines Bootes gefangen genommen und getötet.
Diogenes wurde für seine Verdienste 1018 zum Archon (Statthalter) des Themas Sirmium ernannt, wobei sich seine Autorität auch über die Kleinstaaten von Raszien (Serbien) erstreckte. Seine Residenz befand sich in der Hauptstadt Sirmium, deren Überreste sich im Gebiet der heutigen Stadt Sremska Mitrovica befinden. Sein Titel war damals daher möglicherweise στρατηγός Σερβίας, d. h. Strategos des (mittelalterlichen) Serbien, eine Bezeichnung, die auf einem Siegel vorkommt, das ihm zugeschrieben wird. Der byzantinische Jurist und Historiker Johannes Zonaras hält in seinem Hauptwerk, den „Epitome Historion“, fest, dass Diogenes, der Gouverneur von Sirmium, der auch Herzog von Bulgarien genannt wird, Bulgarien unter byzantinische Kontrolle brachte.
Um 1022 folgte Diogenes auf David Arianites als „Strategos autokrator“ von Bulgarien, d. h. als Oberbefehlshaber der regionalen Strategen im nördlichen Balkan (Sirmium, Raszien und Dyrrhachium). In dieser Eigenschaft gelang es ihm 1027 eine Invasion der Petschenegen zurückschlagen.
Im gleichen Jahr wurde ihm die Funktion eines Dux (Herzog) des Themas Thessaloniki übertragen. Er behielt jedoch seine Funktion als Oberkommandierender, wie ein Siegel von ihm beweist, in dem er sich „Anthypathos (etwa: Prokonsul/Gouverneur), Patrikios und Dux von Thessaloniki, Bulgarien und Serbien“ nennt.

### Absturz und Tod
Diogenes war mit einer Nichte des Kaisers Romanos III. (1028–1034) verheiratet, wurde jedoch 1029 beschuldigt, gemeinsam mit anderen prominenten Generälen, darunter der letzte bulgarische Thronfolger Presian II., mit der „porphyrogenita“ (der purpurgeborenen) Theodora, der Tochter des Kaisers, gegen diesen zu konspirieren. Er wurde daraufhin von Kaiser Romanos III. seiner bisherigen Ämter enthoben und als Stratege in das Thema Thrakesion versetzt. Bald darauf wurde er jedoch nach Konstantinopel zurückgerufen, wo er eingesperrt und später geblendet wurde, um ihm die Übernahme einer Regierungsfunktion unmöglich zu machen. Theodora wurde ihrerseits in ein Kloster verbannt, von wo aus sie jedoch weiter mit Diogenes konspirierte, der beabsichtigte, die Abwesenheit des Kaisers auf einer Militärexpedition im Osten zu nützen, um auf den Balkan zu fliehen. Die Flucht gelang zwar, doch wurde der Plan von Theophanos, dem Metropoliten von Thessaloniki an Kaiser Romanos verraten und Diogenes von dessen Truppen wieder eingefangen.
Diogenes wurde in den Blachernen-Palast gebracht, um dort von Johannes Orphanotrophos, dem begabten aber skrupellosen Eunuchen, der unter Kaiser Konstantin VIII. (1025–1028) zum Minister aufgestiegen war (Bruder des späteren Kaisers von Byzanz, Michael IV.), „befragt“ zu werden. Er beging jedoch Selbstmord, um nicht unter der Folter die Namen seiner Mitverschwörer preiszugeben. Nach Georgios Kedrenos tat er dies, indem er sich in Thrakien von einem Turm stürzte. Dem byzantinischen Geschichtsschreiber Michael Psellos zufolge stürzte sich Diogenes hingegen in einen Abgrund.

## Familie
Konstantin Diogenes heiratete Ne Argyra, eine Nichte (Tochter eines Bruders) des Kaisers Romanos III.
Kind:
Konstantin Diogenes hatte aus seiner Ehe nur ein bekanntes Kind:
- Romanos Diogenes, als Kaiser des byzantinischen Reiches (Byzanz) Romanos IV. Diogenes (1068–1072)

oo 1.) 1045/50 Anna Alusiane Prinzessin der Bulgaren (* 1030, + v. 1065), Tochter von Alusian Zar der Bulgaren (1041)
oo 2.) Eudokia Makrembolitissa, (* 1021; † 1096) Witwe des Kaisers Konstantin X. (1059–1067), Tochter des Johannes Makrembolites und Nichte des Patriarchen Michael I. Kerularios von Konstantinopel.